# Vladimir Tjerkasskij
Vladimir Aleksandrovitj Tjerkasskij (ryska: Владимир Александрович Черкасский), född 1824, död 1878, var en rysk furste och statsman.
Tjerkasskij väckte redan under studietiden i Moskva uppmärksamhet genom en historisk studie om den ryska bondefrågan, Otjerk istorii selskago soslovija v Rossii, och företog på sin egendom i guvernementet Tula förberedelser för böndernas befrielse från livegenskapen, som dock undertrycktes av regeringen. 
Efter Alexander II:s tronbestigning förelade han regeringen sitt agrariska reformprogram,
O lutjsjich sredstvach k postepennomu ischodu iz krjepostnago sostojanija (tryckt först 1901) och inkallades jämte Samarin som sakkunnig i den förberedande kommittén för livegenskapens upphävande (1858-61).
Han blev efter emancipationsaktens utfärdande officiell "förlikningsman" (ry. niirovoj posrednik) vid jordutdelningen. 1864 blev han direktör för "den officiella kommissionen för inrikes angelägenheter", särskilt rörande den polska bondefrågan. Efter Miljutins fall (1866) nedlade han sitt ämbete. 
Hans sista offentliga värv var ståthållarskapet i Bulgarien under det Rysk-turkiska kriget (1877–1878). Hans politiska skrifter, tal och memoarer utgavs 1879.